# Hebe colensoi
Hebe colensoi é uma espécie de planta do gênero Hebe.